# Mur de Calais
Pour les articles homonymes, voir Mur (homonymie).
Le mur de Calais, officiellement appelé par le gouvernement britannique « mur de protection anti-migrants », est un mur construit en 2016 aux abords de l'autoroute A216 (rocade portuaire de Calais) afin de mettre fin à l'afflux de migrants vers le Royaume-Uni. Le mur de 4 mètres de hauteur a une longueur  d'environ  un kilomètre. L'ouvrage a coûté 2,7 millions d'euros financé par le Royaume-Uni. Il complète les dispositifs existants (50 kilomètres de barbelés autour du port et autour du tunnel) pour empêcher les migrants de monter à bord de camions à destination du Royaume-Uni.

## Description technique
- Béton lisse de 4 mètres de haut (anti-escalade)
- Système anti-franchissement
- Caméras de surveillance
- Éclairage
- Un côté de végétation (pour tenter de se fondre dans le décor)

## Arbitrage
La maire de Calais, Natacha Bouchart  s'est opposée à la construction de ce mur en invoquant notamment « un important préjudice esthétique ». Le tribunal administratif de Lille a délibéré le 30 mars 2018 et la mairie a été déboutée de sa demande d’annuler le permis de construire.